# The Black Brook
The Black Brook est un tableau réalisé par John Singer Sargent vers 1908 et actuellement conservé à la Tate Britain.

## Présentation
Cette huile sur toile (55,5 × 67 cm) se trouve à la Tate Britain depuis 1935. Le modèle de Sargent est sa nièce, Rose-Marie Ormond (1893-1918), fille de Mrs Francis Ormond et épouse de Robert Michel. 
Rose-Marie figure également avec sa sœur, Reine Ormond (Mrs Hugo Pitman), dans un autre tableau intitulé The Brook, où toutes deux sont revêtues de costumes orientaux. Le paysage est presque identique : un torrent de montagne près de Courmayeur.
Sargent a peint quelques années plus tard un autre portrait de Rose-Marie : Nonchaloir (Repose) (1911).